# Adelocera lepidoptera
Adelocera lepidoptera — вид щелкунов из подсемейства Agrypninae. Редок.

## Описание
Жук длиной 14—15 мм, имеет чёрно-коричневую окраску. Верхнюю часть тела равномерно покрывают широкие золотистые и чёрные чешуйки. Задние углы переднеспинки с острыми вершинами.